# Tarodunum

Karte des Gebiets

Tarodunum ist eine spätkeltische Befestigung in dem Gebiet, das im Norden von Burg am Wald ▼, im Osten von Himmelreich ▼, im Süden von Burg-Höfen ▼, im Westen von Kirchzarten ▼ und im Nordwesten von Zarten ▼ umschlossen und von der B31 durchschnitten wird. Außerdem  wird dieser Name verwendet für die eigentliche Siedlung, welche einen Kilometer westlich der Befestigung gefunden wurde.

## Befestigung Tarodunum
Die Form der Anlage entspricht einem langgezogenen Dreieck zwischen den zwei Quellbächen der Dreisam, Wagensteigbach und Höllenbach, die mit Wällen geschützt waren; geschickt wurden die bis zu 15 m hohen Böschungen einbezogen. Es sind heute noch schwache Reste vom südöstlichen Wall erhalten, der als Heidengraben bezeichnet wird.
Der Name Tarodunum wird schon von dem griechischen Geographen Claudius Ptolemäus für eine bedeutende rechtsrheinische Siedlung verwendet, seit 1815 wird er mit diesem Gebiet verbunden. Auch nach Ende der keltischen Besiedlung erscheint 765 der Name als Zardunia in einer frühmittelalterlichen Urkunde in St. Gallen und hat sich zu dem heutigen Namen Zarten entwickelt. Das Zentrum der Ansiedlung liegt an der Stelle, an der sich heute die Siedlung Burg-Birkenhof befindet. Dieses keltische Oppidum ist einer der wenigen Orte Deutschlands, die namentlich seit der Antike bekannt sind.
Auffallend war, dass bei Geländebegehungen und Grabungen keine Spuren einer längeren Besiedlung durch Kelten gefunden wurden. Deshalb wird vermutet, dass es sich um ein Refugium für Zeiten der Not handelte, in dem die Bevölkerung Zuflucht fand. Bei einer Grabung im Jahre 1987 wurde festgestellt, dass die östliche Mauer nicht fertiggestellt war und der Bau anscheinend abrupt eingestellt wurde. Gebaut wurde nach Angaben des Landesdenkmalamtes Baden-Württemberg die Mauer in der murus-gallicus-Technik.

## Siedlung Tarodunum
Durch Oberflächenfunde 1987 außerhalb der Befestigung wurde südwestlich von Zarten ▼ schließlich die eigentliche Siedlung Tarodunum gefunden.
Im Sommer 2004 wurde auf dieser ca. 400 m² großen Fläche gegraben. Dabei fand man unter der typischen Pflugtiefe, die hier ca. 20 cm beträgt, eine große Anzahl faust- bis kopfgroßer Steine, die nicht natürlichen Ursprungs sein konnten. Diese werden jetzt als Weg oder freier zentraler Versammlungsplatz einer Siedlung gedeutet. Bei der Grabung wurden auch Münzen, Münzrohlinge und Rohmetallreste aus Gold und Silber gefunden, so dass man davon ausgeht, dass hier eine komplette Münzfertigung stattgefunden hat. Durch Fragmentfunde von römischen Amphoren kann man weitreichende Handelsbeziehungen nachweisen. Funde von Eisenschlacken legen nahe, dass hier auch die Verhüttung und Verarbeitung von Eisen und andern Erzen stattfand; die Eisenerze dafür wurden im Schwarzwald gewonnen.

## Touristische Nutzung

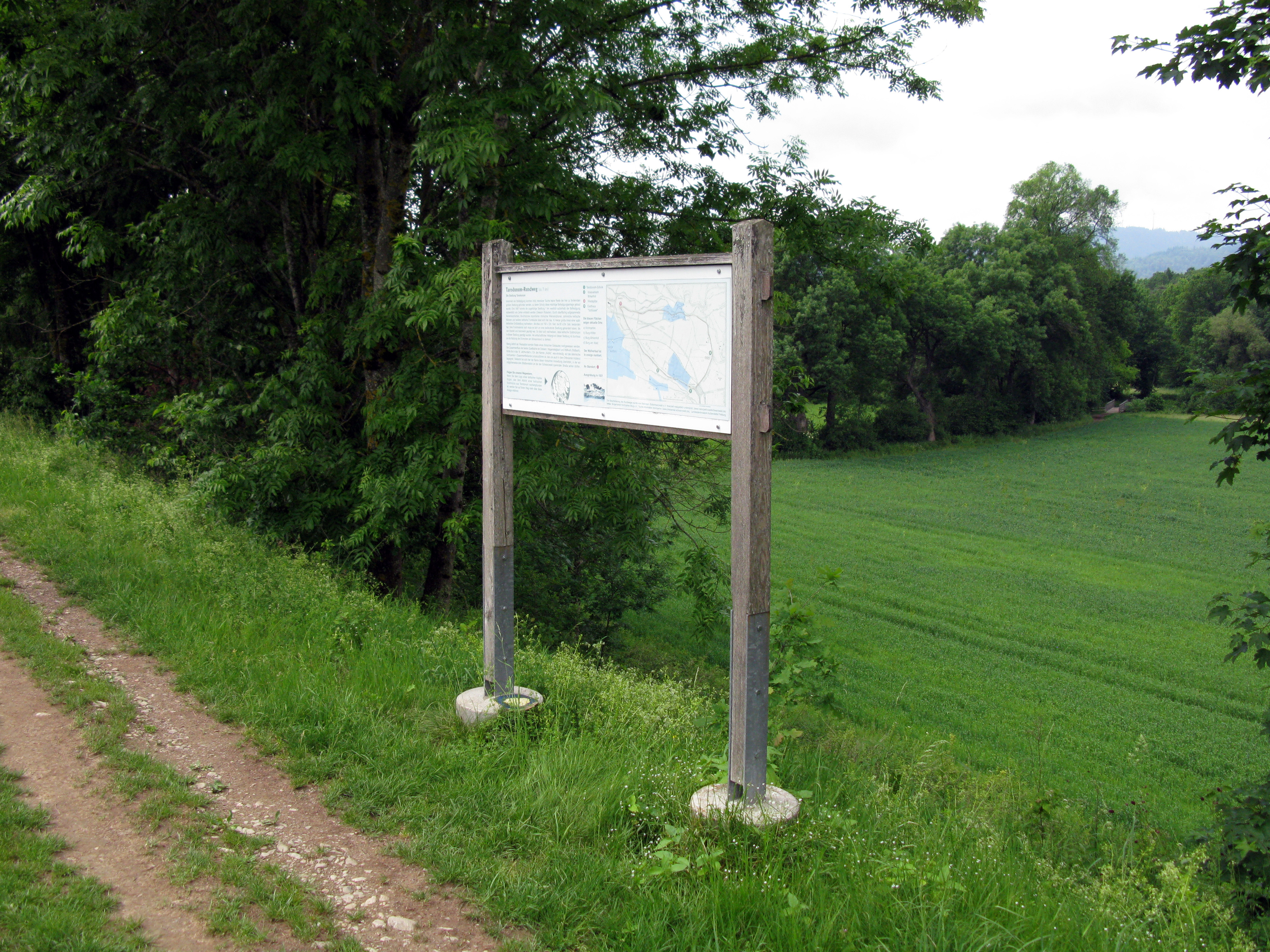
Tarodunum-Rundweg mit Tafel in Kirchzarten

Das Gebiet ist heute durch einen ca. 7 km langen behindertengerechten Fußwanderweg touristisch erschlossen, der als Lehrpfad ausgelegt ist. Als Startpunkte sind entweder die Tourist-Info in Kirchzarten oder der Bahnhof vorgesehen.